# 7 février 1984
Le mardi 7 février 1984 est le 38e jour de l'année 1984.

## Naissances
- Ari Nyman, footballeur finlandais
- Clayton Donaldson, joueur de football britannique
- Dominique Byrd, joueur de football américain
- Jeremy Meeks, mannequin américain
- Jessica Lindell-Vikarby, skieuse alpine suédoise
- Johnny Redelinghuys, joueur de rugby namibien
- Kevin Westgarth, joueur de hockey sur glace canadien
- Maxime Remy, sauteur à ski français
- Sanja Grohar, chanteuse slovène
- Smári McCarthy, homme politique irlando-islandais
- Trey Hardee, athlète américain, spécialiste des épreuves combinées
- Vincent Provoost, footballeur belge

## Décès
- François de Bourbon (né le 22 novembre 1972), prince capétien
- Janaki Ammal (née le 4 novembre 1897), Botaniste indienne
- Philippe Danilo (né le 12 avril 1898), personnalité politique française
- Victor Giral (né le 14 septembre 1895), footballeur français

## Événements
- Sortie de l'album Ammonia Avenue du groupe The Alan Parsons Project
- Bruce McCandless II réalise la première sortie extravéhiculaire libre au cours de la mission STS-41-B de la navette spatiale Challenger